# ガワン・ナムゲル

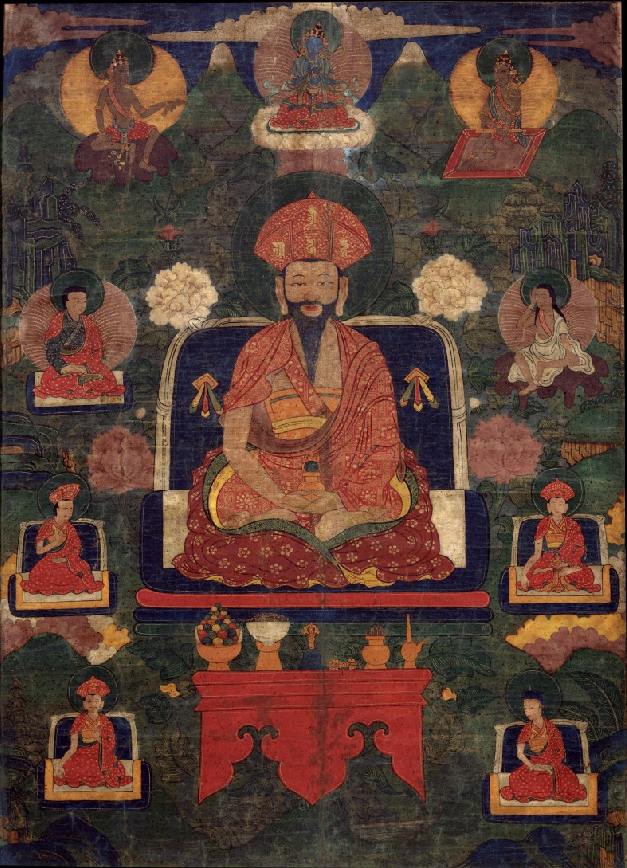
ガワン・ナムゲル

ガワン・ナムゲル（チベット語：ངག་དབང་རྣམ་རྒྱལ་、ワイリー方式：ngag dbang rnam rgyal、1594年 - 1651年）は、ブータンの君主、チベットの僧侶。ブータンでは初代シャブドゥン（チベット語：ཞབས་དྲུང་、ワイリー方式：zhabs drung、政教両面の統治者）として国内に強力な政権を樹立した。日本語表記としては「ガワン」は「ンガワン」、「ナムゲル」は「ナムギャル」と表記されることもある。

## 経歴
1592年、カギュ派の一系列であるドゥク派の第4世化身（トゥルク）ペマ・カルポが入寂すると、2人の子供が化身に認定され、それぞれを支持する内紛が発生した。1人は1593年に生まれたゲルワン・ドゥクチェン5世パクサム・ワンポであり、もう1人がその翌年に生まれたガワン・ナムゲルである。この時に、中央チベットのツァントェ王（ツァン王国国王）カルマ・プンツォク・ナムゲルが内紛に介入して前者を支持した。その結果ガワン・ナムゲルは敗北し、住居であった僧院もゲルク派に閉鎖されたため、1616年にブータンへ逃れた。
既にブータン西部では、ガワン・ナムゲルの到来する以前からドゥク派の僧院施設が建設されるなど、その勢力の浸透が見られていた。これらの基盤の上にガワン・ナムゲルは政教両面での指導力を発揮することになる。ガワン・ナムゲルは政治システムにおいて中央集権体制を確立し、外敵を撃退するために1630年にシムトカで、1638年にワンデュ・ポダンで、1641年にタシチョゾンでそれぞれ要塞を建設した。これら要塞は17世紀前半に度々ブータン西部に侵攻してきたチベットの各勢力を撃退する上で大きく貢献した。
またガワン・ナムゲルの入寂する直前には、宗教面での最高位であるジェ・ケンポ（大僧正）と行政面での最高位であるドゥク・デシの2種類の地位を設けた。1907年にウゲン・ワンチュクが世襲君主制のワンチュク王朝を樹立するまでは、ガワン・ナムゲルより後のシャブドゥンもブータンの政治システムにおいては国の精神的指導者として、さらに世俗の官吏に正統性を与える根拠として重要な役割を果たし続けた。1651年、入寂。